# Jozef Brys
Jozef Brys (Bavikhove, 9 maart 1894 - Tielt, 15 juli 1966) was een Belgisch rooms-katholiek priester en historicus.

## Levensloop
Brys was de zoon van het schoolhoofd van de lagere school in Bavikhove waar hij zijn eerste leerjaren doorliep, waarna hij de oude humaniora volgde aan het kleinseminarie in Roeselare. In 1914 werd hij als brancardier opgeroepen en in 1915 keerde hij naar het Groot Seminarie terug. Hij werd in 1919 priester gewijd. In 1923 promoveerde hij aan de Katholieke Universiteit Leuven tot doctor in het kerkelijk recht. 
Hij was achtereenvolgens leraar aan het Grootseminarie in Brugge (1923) en pastoor-deken in Gistel (1945-1952) en Tielt (1952-1962). Hij was medestichter van het Wit-Gele Kruis in Brugge (1937).
Brys was bestuurslid van het Genootschap voor Geschiedenis te Brugge, van 1925 tot 1928. Hij was kanunnik van het Sint-Salvatorskapittel.

## Publicaties
- Kunstwerken in de Sint-Pieterskerk te Tielt.
- Graankorrels voor de kudde, 3 delen, 1954-1958
- Geschiedenis der O. L. Vrouwparochie te Tielt
- Honderdzeventig jaar muziekleven te Tielt, 1966.

Jozef Brys was auteur van godsdienstige en historische geschriften, hoofdzakelijk in de vorm van artikels. 
Hij werkte mee aan en publiceerde in:
- het Tijdschrift voor liturgie,
- de Collationes Brugenses, waarin hij meer dan 120 artikels publiceerde,
- de Revue d'histoire ecclésiastique (Leuven),
- het Trimestrieel Blad van de Vereniging van Katholieke Vlaamse Verpleegsters,
- De Verpleegster,
- De Zondag,
- 't Halletorentje (Tielt),
- De Leiegouw.